# 圣伊里耶莱布瓦
圣伊里耶莱布瓦（法語：Saint-Yrieix-les-Bois，法語發音：[sɛ̃.t‿iʁjɛ le bwa]）是法国克勒兹省的一个市镇，位于该省中部，属于盖雷区。

## 地理
圣伊里耶莱布瓦（46°5'59"N, 1°56'18"E）面积15.7 平方千米，位于法国新阿基坦大区克勒兹省，该省份为法国中部省份，位于法國中央高原西北部，北起安德尔省和谢尔省，西接维埃纳省，南至科雷兹省，东临多姆山省，东北与阿列省接壤。
与圣伊里耶莱布瓦接壤的市镇（或旧市镇、城区）包括：阿安、莱皮纳、马泽拉、佩拉布、拉索尼耶尔、苏帕尔萨、圣伊莱尔拉普莱讷。

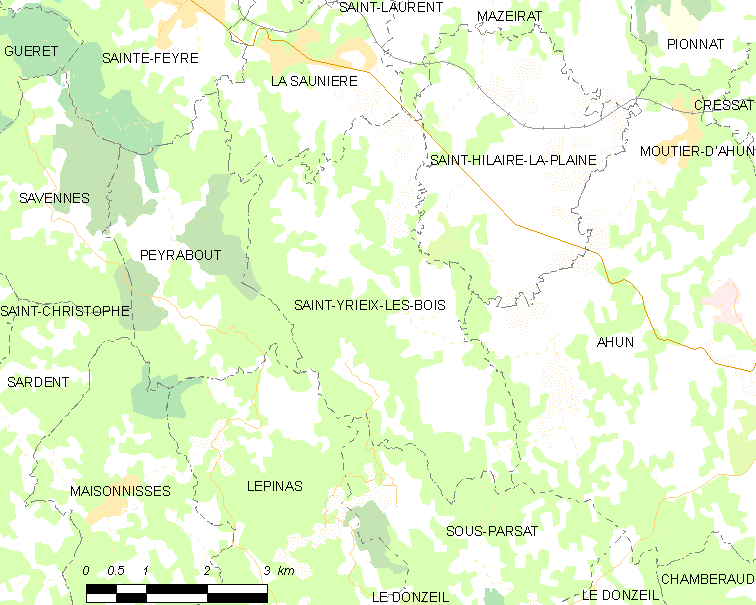
圣伊里耶莱布瓦的OSM定位图

圣伊里耶莱布瓦的时区为UTC+01:00、UTC+02:00（夏令时）。

## 行政
圣伊里耶莱布瓦的邮政编码为23150，INSEE市镇编码为23250。

## 政治
圣伊里耶莱布瓦所属的省级选区为阿安县。

## 人口

1962-2008年间圣伊里耶莱布瓦人口变化图示

圣伊里耶莱布瓦于2022年1月1日时的人口数量为281人。